# Махалата
Махала̀та е село в Югозападна България, община Струмяни, област Благоевград. Селото е в България от 1912 г.

## Население

### Етнически състав
Преброяване на населението през 2011 г.
Численост и дял на етническите групи според преброяването на населението през 2011 г.:
|                     | Численост |
| Общо                | 47        |
| Българи             | 47        |
| Турци               | -         |
| Цигани              | -         |
| Други               | -         |
| Не се самоопределят | -         |
| Неотговорили        | -         |

## География
Село Махалата се намира на около 48 km южно от областния център Благоевград, около 11 km югозападно от общинския център Струмяни и около 15 km запад-северозападно от град Сандански. Разположено е в югоизточните разклонения на Малешевска планина, на около 3 km запад-северозападно от село Игралище. Надморската височина в центъра на селото е около 772 m, нараства на север и запад до около 800 m, а в югоизточния край намалява до около 730 m.
От асфалтирания общински път Игралище – Добри Лаки се отклонява на север общински път, който през село Махалата води до село Седелец.
Землището на село Махалата граничи със землищата на: село Седелец на север; село Велющец на североизток; село Палат на изток; село Игралище на юг; село Крънджилица на югозапад; село Никудин на запад.
Населението на село Махалата, наброявало 430 души при преброяването към 1934 г. и 533 към 1956 г., намалява до 25 (по текущата демографска статистика за населението) към 2020 г.
При преброяването на населението към 1 февруари 2011 г., от обща численост 47 лица, за 47 лица е посочена принадлежност към „българска“ етническа група.

## История
Името Махалата идва от пръснатите в миналото колиби в района, които с течение на времето са образували една голяма махала. Няма писмени документи, които с точност да покажат кога възниква селото. Намерените останки от глинени съдове обаче говорят за наличието на живот в този край още в древността. По време на Кресненското въстание през 1878 г. Махалата е опожарена от турските части, а част от жителите ѝ са избити. По-късно селото се възстановява, като през 1922 г. е открито и училище „Свети Свети Кирил и Методий“, в което са се обучавали ученици до 3-то отделение. В средата на ХХ в. селището е било най-многобройно – около 500 жители. В началото на XXI век, в Махалата живееят около 50 души.
В „Етнография на вилаетите Адрианопол, Монастир и Салоника“, издадена в Константинопол в 1878 година и отразяваща статистиката на населението от 1873 година, Махала (Mahala) е посочено като село с 18 домакинства и 60 жители българи.

## Забележителности
Населението в Махалата изповядва християнска религия. Близо до селото е имало стар манастир и стара черква, според народното предание. Не е известно кога са построени. През 1920 година започва строежът на черквата „Свети Димитър“, осветена е през 1926 г. Десетки години по-късно черквата обаче се разпада и служенето в нея се прекъсва. В края на ХХ в. населението изгражда нова черква, която приема името на старата – „Свети Димитър“.
Всяка година на празника Възкресение Господне североизточно от селото се организират общоселски веселби. На тържеството идват и хора от близкото село Седелец.